# Anteriorchis
- Commons
- Wikispecies

Anteriorchis E.Klein & Strack  é um género botânico pertencente à família das orquídeas (Orchidaceae).

## Espécies
Apresenta duas espécies:
- Anteriorchis coriophora
- Anteriorchis sancta